# عبد الحميد محمد فرحان
عبد الحميد محمد فرحان (1956 -) هو سياسي يمني، وعضو في مجلس النواب، عن الدورة البرلمانية 2003-2009 والكتلة البرلمانية لنواب حزب المؤتمر الشعبي العام عن الدائرة الانتخابية رقم (54) بمحافظة تعز.

## حياته ونشأته
عبد الحميد محمد فرحان قحطان الشرعبي، ولد في عام 1956م في قرية النجد عزلة بني سميع مديرية شرعب الرونة محافظة تعز، وتربى في كنف والده الشيخ محمد فرحان قحطان شيخ عزلة بني سميع شرعب وانتقل للدراسة في مدينة تعز، حصل على الابتدائية من مدرسة الثورة، ومنذ ذلك الحين أسهم بشكل أساسي في العديد من الأعمال التنموية في المنطقة، وأسهم في تأسيس مدرسة الخلد بقرية البطنة عزلة بني سميع وتولى مسئولية إدارتها مما ساعد في نشر وارتفاع المستوى التعليمي بين أفراد عزلته.
واصل دراسته الإعدادية والثانوية في مدرستي الثورة والشعب في مدينة تعز، وبرعاية صهرة الأستاذ هيال فرحان، كما انتقل للعمل سكرتيرا لناحية صبر التي كان عاملها في ذلك الحين خاله الشيخ محمد عبد الملك سعيد الهياجم
واصل دراسته الجامعية في جامعة صنعاء كلية الشريعة حيث حصل منها على ليسانس شريعة وقانون لينتقل بعدها للعمل سكرتيرا لمديرية التعزية.

## سيرته
اتصف بدوام الحركة والمثابرة حيث أناط به والده في حينه مسئولية معالجة العديد من القضايا الاجتماعية في عزلته، وهو ما برزت فيه مواهبه في حل الكثير من القضايا والمشاكل الصعبة والمستعصية مما أهله لتولي مسئولية حل القضايا خارج نطاق عزلته بل ومديريته وأحيانا خارج نطاق محافظته.
ظهر حبه للعمل الخيري والرغبة في الدفع بعملية التنمية في مديريته بدوره الفاعل في المساهمة بتأسيس هيئة الأعمال التعاونية في مديرية شرعب حيث شغر موقع المسئول المالي لتعاونية شرعب الرونة منذ تأسيسها مما أسهم بصفة أساسية في بداية تحريك عملية التنمية بالمديرية، في ثمانينات القرن العشرين.
له من الأبناء الذكور أربعة هم : د. محمد، عبد الله، إبراهيم، محمود.

## مسيرته
ترشح ويفوز في أول اتخابات برلمانية في الجمهورية اليمنية 27 أبريل 1993م.
انتخب في العام 1993م عضوا في أول مجلس نواب منتخب في الجمهورية اليمنية وعضوا في لجنة الحريات العامة وحقوق الإنسان في المجلس وأعيد انتخابة العام 1997م عن الدائرة 54 شرعب الرونة وعضوا في لجنة الخدمات في المجلس كما أعيد انتخابه عضوا للبرلمان العام 2003م عضوا عن ذات الدائرة.
مسئولا للفروع في جمعية تعز الخيرية.
باتفاق عرف بأسم «إتفاق فبراير» تمددت فترة المجلس لمدة عامين، وبقيام ثورة الشباب اليمنية لم تُجرَ الانتخابات، وبحسب إتفاق المبادرة الخليجية تمددت لمدة عامين آخرين حتى 2013 .